# Nyáry Pál (hadvezér)
Bedegi báró Nyáry Pál (1550 körül – 1607. december) az egri vár várkapitánya, törökverő hadvezér, Kraszna, Bihar és Közép-Szolnok vármegye főispánja, Bocskai István erdélyi fejedelem főudvarmestere, földbirtokos.

## Pályafutása
Az előkelő nemesi bedeghi Nyáry család sarja. Apja a jómódú köznemesi bedegi Nyáry Lőrinc (fl. 1517–1558) a szolnoki várnak a várkapitánya, anyja Thúróczy Márta volt. Az anyai nagyszülei Thúróczy Miklós, földbirtokos és Zabláth Mária voltak. 
Nyáry Pál a bécsi udvarban nevelkedett. Ő is katonai pályára lépett, és részt vett Esztergom és Hatvan védelmében. 1594-ben Eger várának kapitányává nevezték ki. A török sereg északra vonulásának hírére a császár idegen csapatokat küldött a vár megerősítésére, de a több más helyről, például a Báthory Zsigmond által ígért csapatok nem érkeztek meg. A törökök, III. Mehmed szultán személyes vezérletével ezt észrevéve körülzárták és heves ostrom alá vették a várat. 
A Nyáry Pál és alvárnagya, Barcsay vezette, széthúzó védőcsapatok egy ideig kitartottak, de a zsoldosok egy része követelte a vár átadását. Nyáry ugyan elfogatta a lázadókat, de ekkor még többen fellázadtak, és a várkapitányt 1596. október 14-én a várral együtt átadták a töröknek. Nyáry Lőrinchez hasonlóan ő is fogságba esett, de 1596 októberének végén, a mezőkeresztesi csata közben hamar kiszabadult. 
Ezután vád alá helyezték, de ártatlansága és hősiessége bizonyítást nyert. Ezért 1597-ben Király György váradi főkapitány mellé rendelték, majd miután Erdélyről 1598-ban Báthory Zsigmond lemondott a császáriak javára, Várad pedig a királyi Magyarország birtokába került; Melchior von Redern Várad védelmére kirendelt császári tábornok helyettesévé nevezték ki. 1598. szeptember 29-étől öt héten keresztül ostromolta a török a várat – sikertelenül, nem kis részben Nyáry Pál elszánt vezetésének köszönhetően, ezért nagyváradi főkapitánnyá léptették elő (Király György ugyanis még az ostrom idején meghalt), és ezután még számos sikeres törökellenes akcióban vett részt. 1600-ban Várday Katával kötött második házassága után a kálvini hitre tért, és Bocskai István főudvarmestere, bizalmas embere lett. Ő írta alá a fejedelem nevében az 1606-os bécsi és zsitvatoroki békeszerződéseket. Kraszna, Bihar és Közép-Szolnok vármegye főispánjának tisztségét is betöltötte. Két neje, enyingi báró Török Zsuzsanna és kisvárdai Várday Kata bárónő révén hatalmas örökségre tett szert: tucatnyi vár, és számtalan uradalom volt a birtokában, köztük Pápa, Gesztes, Diósgyőr és Kisvárda, illetve Debrecen és Miskolc városok, melyek legnagyobb részét Krisztina lánya, Esterházy Miklósné örökölte.

## Házasságai és leszármazottjai

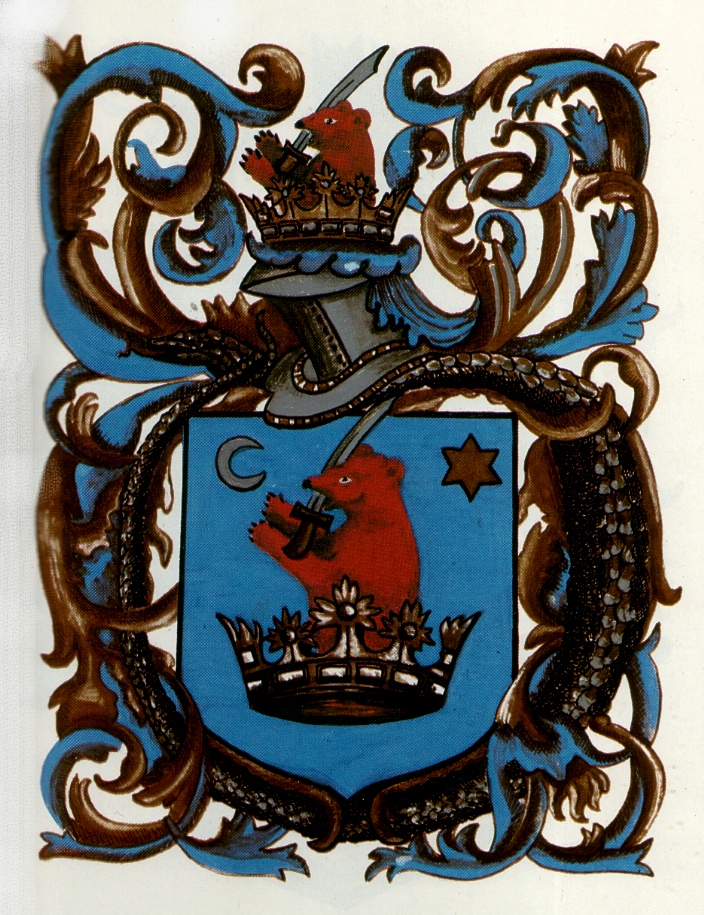
Az enyingi Török család 1507-es bárói címere

Első felesége az előkelő enyingi Török családnak a sarja, enyingi báró Török Zsuzsanna (fl. 1571), akinek a szülei enyingi báró Török Ferenc (fl. 1566), törökverő hadvezér, földbirtokos és guthi Országh Borbála (fl. 1550) volt. Az apai nagyszülei enyingi báró Török Bálint (fl. 1536–1550), hadvezér, nándorfehérvári bán, földbirtokos és Pemflinger Katalin, Markus Pemflinger lánya voltak. Az anyai nagyszülei guthi Országh László (fl. 1534–1540), asztalnokmester, földbirtokos és Pekry Anna (fl. 1557) voltak. Apai nagyapai dédszülei enyingi Török Imre (fl. 1464–1521), Valkó vármegye főispánja, nándorfehérvári bán, gyulai várnagy, földbirtokos és parlagi Parlaghy Krisztina (fl. 1486–1515) voltak; enyingi Török Imréné Parlaghy Krisztina szülei parlagi Parlaghy György (fl. 1452–1485), királyi ajtónállómester, Borsod vármegye főispánja, diósgyőri várnagy, földbirtokos, és Vizaknai Borbála (fl. 1475–1496) voltak. Báró Nyáry Pálné enyingi báró Török Zsuzsannának a fivére báró enyingi Török István (fl. 1564–1618) pápai főkapitány, nagybirtokos főúr volt. Nyáry Pál báró és enyingi Török Zsuzsanna bárónő frigyéből született:
- báró Nyáry István (†Kassa, 1643. január 10.), (1632. június 28-ától "gróf"), főajtónálló mester, felső-magyarországi főkapitány, földbirtokos. 1.f.: mezőtelegdi Telegdy Anna (†Kisvárda, 1634. november 9.). 2.f.: kapivári Kapy Klára.
- báró Nyáry Miklós (fl. 1587–1642), hadvezér, földbirtokos. 1.f.: uzapanyiti Dósa Katalin (†1619). 2.f.: alsólendvai Bánffy Judit (†1677)
- báró Nyáry Pál (fl. 1587–1619), földbirtokos. 1.f.: heraklányi Massay Ágnes. 2.f.: gersei báró Pethő Mária (†1618)
- báró Nyáry Zsigmond (†1616)
- báró Nyáry Ferenc (†1603)
- báró Nyáry Borbála (fl. 1585–†1643. november 7.).1.f.: báró Georg Warkócz von Nobschütz (†1618). 2.f.: bekényi Alaghy Menyhért (1587–†1631. június 15.). 3.f.: hallerkeöi báró Haller György (Fejéregyháza, 1594. június 5.–†Vata,1633. április 20.)

1600-ban özvegy Telegdy Pálné kisvárdai Várday Katát vette feleségül, akinek a szülei kisvárdai Várday Miklós, földbirtokos és Losonczi Dorottya voltak. Nyáry Pál báró és Várday Katalin házasságából született:
- báró Nyáry Julianna, +V.1601
- báró Nyáry Katalin, +1613
- báró Nyáry Krisztina (Kisvárda, 1604. október 31. – Sempte, 1641. február 17.). 1.f.: gróf bethlenfalvi Thurzó Imre. 2.f.: gróf galánthai Esterházy Miklós nádor.